# Big Brother (Britse tv-serie)
De Britse versie van Big Brother werd jaarlijks uitgezonden van 18 juli 2000 tot 5 november 2018, en opnieuw vanaf 8 oktober 2023, en volgt het format van andere nationale edities, waarin een groep deelnemers, bekend als "huisgenoten", samenwoont in een speciaal gebouwd huis dat is afgesloten van de buitenwereld. Live televisiecamera's en persoonlijke audiomicrofoons houden hen continu in de gaten.
Gedurende de wedstrijd worden huisgenoten door middel van publieke televoting uit het huis "verdreven". De laatst overgebleven huisgenoot wint de wedstrijd en een geldprijs. De serie ontleent zijn naam aan het onderdrukkende personage dat onder die naam bekend is in George Orwell's roman Nineteen Eighty-Four uit 1949.